# Forêt du Gâvre
La forêt du Gâvre, située dans la commune du Gâvre en Loire-Atlantique, est une forêt domaniale, la forêt plus étendue du département (44 km²). Issue de la forêt ducale établie en 1225 par le duc Pierre Ier, en même temps que la « ville franche du Gâvre », elle est devenue forêt royale en 1532, puis forêt d'État à la Révolution.
On y a récemment découvert (1976) un alignement mégalithique, l'alignement du Pilier, qui serait, à ce jour, le plus long d’Europe, mais dont les pierres sont de taille moindre que celles des alignements les plus célèbres, notamment ceux de Carnac.

## Caractéristiques

### Superficie
Avec ses 44,6 km², la forêt domaniale du Gâvre couvre plus de 80 % de la superficie de la commune (53,6 km²).
Plus vaste forêt de la Loire-Atlantique, elle est la troisième des Pays de la Loire, après la forêt de Perseigne et la forêt de Bercé, toutes deux dans la Sarthe. En ce qui concerne les départements de la Bretagne historique, elle est précédée par la forêt de Paimpont. Au niveau national, elle est au trentième rang.
Au nord-ouest de la forêt du Gâvre, il existe une extension forestière sur la commune de Plessé. Il s'agit de trois parcelles dont deux non contiguës, formant la « forêt régionale de Trélan », qui est aussi gérée par l'ONF. Sa superficie est de 103 hectares (1 km²).

### Coordonnées et dimensions
Le point le plus au nord (à l'ouest de la maison forestière de L'Épine des Haies) se trouve à 47° 35' Nord et 1° 46' Ouest.
Le point le plus au sud (à l'ouest du lieudit Le Champ Fleury) se trouve à 47° 29' Nord et 1° 50' Ouest.
Le point le plus à l'est (croix des Quatre Contrées) se trouve à 47° 34' Nord et 1° 45' Ouest.
Le point le plus à l'ouest (près de la croix de Peslan) se trouve à 47° 30' Nord et 1° 53' Ouest.

## Géographie

### Situation
La forêt est située à une quarantaine de kilomètres au nord-ouest de Nantes, à une trentaine au sud-est de Redon et à une cinquantaine au nord-est de Saint-Nazaire.

### La forêt dans la commune du Gâvre
La forêt occupe les parties ouest et nord de la commune. Elle est délimitée par un talus périphérique.
Elle est très proche du bourg du Gâvre près de l'étang et de la zone de loisirs créés récemment près de la route de Blain (lieu où se trouvait autrefois le château du Gâvre).
Plus au nord, les villages de la Maillardais, de Villeneuve et de la Roberdais sont situés non loin de la forêt. Le village de la Madeleine, issu d'un établissement religieux antérieur à la création de la ville franche, se trouve au milieu d'une vaste clairière ouverte du côté est vers la Maillardais.

### Communes limitrophes de la forêt
Les communes limitrophes sont : Vay au nord-est, Guémené-Penfao au nord, Plessé à l'ouest et Blain au sud. En ce qui concerne Vay, Guémené-Penfao et Plessé, les limites communales correspondent au talus périphérique de la forêt. En ce qui concerne Blain, la forêt est délimitée par la D 164, qui relie Blain à Saint-Nicolas-de-Redon.
On peut noter que l'extrémité nord-est de la forêt se trouve à quelques mètres seulement de la croix des Quatre Contrées, point de rencontre des territoires des communes du Gâvre, de Vay, de Marsac-sur-Don et de Guémené-Penfao.

### Voies de communication

#### Routes départementales
Au centre de la forêt (rond-point de la Belle Étoile) se croisent : 
- la RD 15 reliant la ville de Blain située à 5 km au sud au bourg de Guémené-Penfao à 10 km au nord ;
- la RD 35 qui relie le bourg de Plessé au bourg du Gâvre.

La partie nord de la forêt est traversée par deux autres routes qui se croisent au rond-point de Néricou :
- la RD 2, qui relie Herbignac (près de Guérande) à Saint-Julien-de-Vouvantes (près de Châteaubriant) par Plessé, Le Coudray et Vay
- la RD 42 reliant Blain au Gâvre, puis à Conquereuil au nord du Don.

#### Le rond-point de la Belle Étoile
C'est le grand carrefour de la forêt, non seulement point de croisement des RD 15 et 35, mais point de départ de six autres routes forestières (asphaltées ou non asphaltées) ou allées : 
- la route forestière de Carheil à la Maillardais, qui rejoint au sud-ouest la maison forestière de Carheil et le réseau communal de Plessé (elle se confond avec la D 35 à l'est du rond-point) ;
- la route forestière de la Hublais, qui rejoint au sud de la forêt la RD 164 (reliant relie Blain à Saint-Nicolas-de-Redon), puis le village de la Hublais et le réseau communal de  Blain ;
- la route forestière de l'Épine des Haies, qui prolonge la route de la Hublais vers le nord, jusqu'à sa fusion avec la D 42 au rond-point de Néricou ;
- la route forestière du Coudray (non asphaltée), qui rejoint au nord-ouest le réseau communal de Plessé près du bourg secondaire du Coudray ;
- l'allée forestière de la Grée, qui amène au lieudit la Grée (Le Gâvre), situé près de l'hippodrome du Gâvre ;
- l'allée de la Chaussée, qui amène au village de la Chaussée (Blain).

On a donc au total une étoile à dix branches.

#### Allées forestières et routes forestières secondaires
La forêt est aussi traversée par des voies forestières non asphaltées, généralement fermées à la circulation générale, dont la plupart sont appelées « allées », mais certaines « routes ».
Voies traversant la forêt dans le sens ouest-est, du nord au sud :
- l'allée forestière des Ferrières
- l'allée forestière de l'Homme mort
- l'allée forestière des Malnoës
- la route forestière de la Roberdais, vers l'est, prolongée vers l'ouest par :
- la route forestière de la Chesnaie des Drus
- l'allée de Plessé à Blain, qui relie le village des Grandes Noës à celui de La Chaussée.

Voies partant du carrefour du Pilier, sur l'allée forestière des Malnoës :
- l'allée forestière de la Fontaine jaune (vers le nord)
- l'allée forestière du Breuil de la Herse (vers l'ouest)
- l'allée forestière du Pilier (vers le sud-ouest)
- l'allée forestière du Néricou (vers le sud-est).

Voies partant de la D 35 :
- l'allée du Château du Gâvre (vers l'est)
- l'allée du Rosay (vers l'est)
- l'allée de la Grée (du rond-point de la Belle Étoile vers l'est)
- l'allée du Pharel (vers le sud).

Chemin sur l'ancienne voie de chemin de fer

De 1910 à 1952, la forêt était traversée par la ligne Saint-Malo-Hendaye (par Rennes et Nantes), qui avait une gare dans la forêt, la gare de La Maillardais, située près de la RD 35 face à l'allée forestière du Pharel. La voie démantelée est devenue un sentier où subsistent quelques traces de l'infrastructure ferroviaire, notamment des petits viaducs. Ce sentier part de l'hippodrome au sud et se dirige vers Le Coudray au nord-ouest en passant près du village de la Magdelaine.

### Hydrographie
La forêt du Gâvre (de même que la commune) se trouve sur un plateau situé entre la vallée du Don au nord et la vallée de l'Isac (c'est-à-dire, à ce niveau, le canal de Nantes à Brest), deux cours d'eau affluents de la Vilaine. L'extrémité sud de la forêt se trouve à 1,2 km de l'Isac et l'extrémité nord à 2 km du Don.
La forêt est arrosée par un certain nombre de cours d'eau, dont le principal est le ruisseau du Perche affluent de l'Isac qui prend sa source à Vay (où il est nommé ruisseau de Clégreuc). Le ruisseau du Perche n'entre pas dans la forêt, mais coule le long de sa lisière en passant à l'ouest des villages de la Roberdais, de Villeneuve et de la Maillardais, mais à l'est du village de la Magdelaine, puis en revenant au sud du bourg du Gâvre.
Les ruisseaux de la forêt sont pour la plupart des affluents du Perche. Toutefois, dans la partie ouest, le ruisseau de Hirel quitte la forêt en direction de Plessé (Bas-Tremar).

### Relief et géologie
Les altitudes sont comprises entre 25 (sortie du Perche de la forêt) et 60 mètres (près de la maison forestière de l'Épine des Haies, au nord de la forêt, sur la RD 42).
Les strates géologiques sont visibles sur une coupe du terrain réalisée au cœur de la forêt[Où ?] et permettent d’identifier les couches suivantes :
- une couche d'humus sur 20 centimètres
- un socle constitué d’argile et de fer, de couleur orangée.

### Climat
La forêt est située dans la zone tempérée nord. Le climat y est semblable à celui de la Bretagne, le climat océanique variable. Les températures y sont relativement clémentes toute l'année. La forêt du Gâvre reçoit environ 700 mm d'eau par an.

## Toponymie

### Mentions actuelles et anciennes
La formule « forêt du Gâvre » est utilisée couramment dans la littérature touristique. La forêt est officiellement désignée comme « forêt domaniale du Gâvre » (cartes IGN au 1/25 000°, notamment).
D'après Ernest Nègre, la forêt du Gâvre était mentionnée au XIIe siècle en latin sous le nom de Gavrium silva.

### Étymologie
Ernest Nègre rattache le mot Gavrium à un mot gallo (langue d'oïl locale), gavre, le « droit […] qu’un puissant seigneur percevait sur un vassal qui voulait s’assurer de sa protection ».
D’autre part, la localité du Gâvre (créée en 1225) avait la particularité d’avoir d'importants privilèges et exemptions, qui pourraient se définir comme des droits acquis : elle était donc une ville franche.[pas clair]

## Histoire

### Période néolithique: l'alignement du Pilier

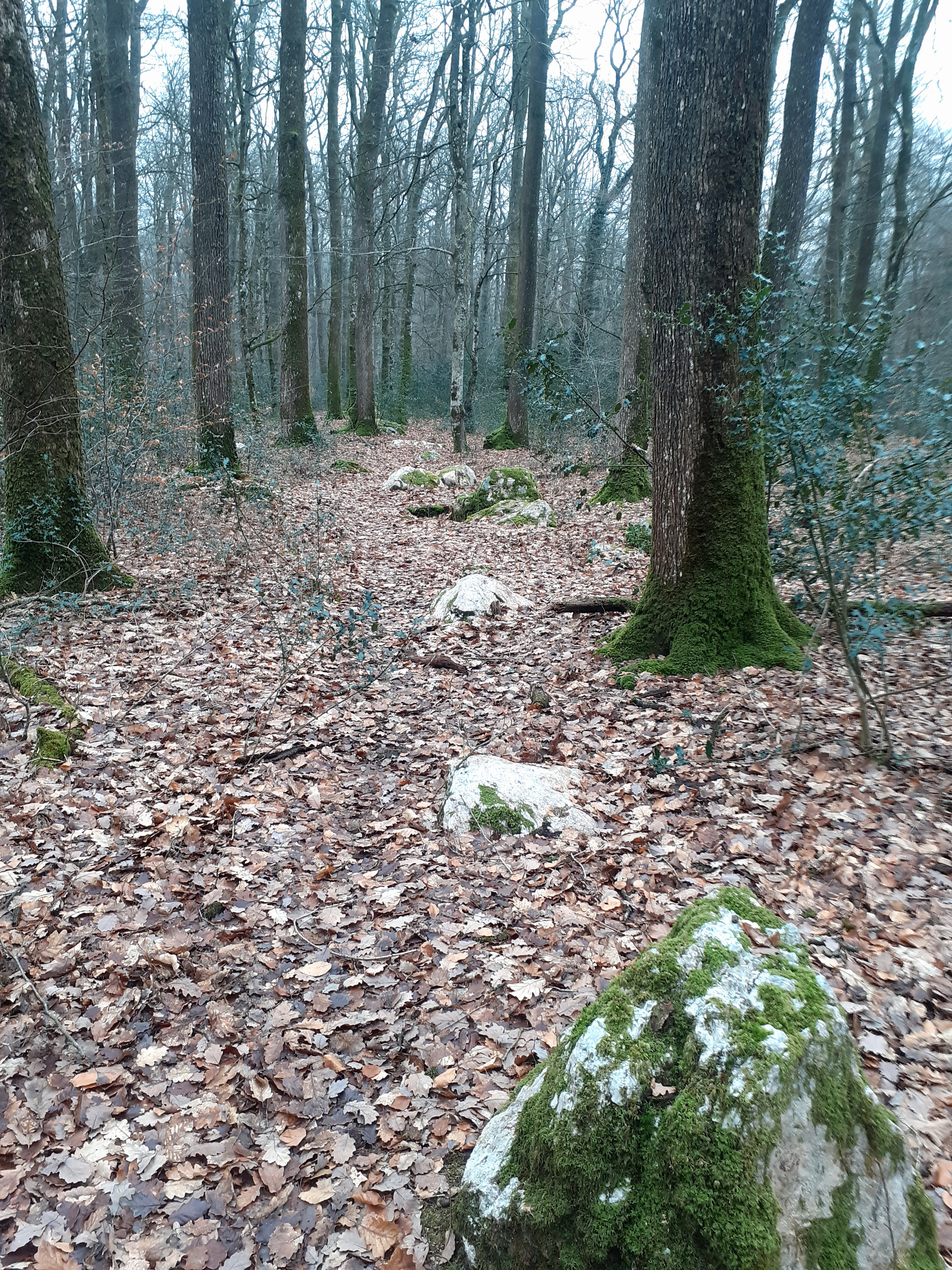
Vue partielle de l'alignement du Pilier.

Les premières traces connues sur le territoire de l'actuelle forêt remontent à l'époque néolithique. Ce territoire était occupé dès -5500 à -2200 avant J.C. par des populations qui ont laissé des monuments mégalithiques, dont l'alignement du Pilier est le plus remarquable. Mais on trouve aussi quelques dolmens et menhirs dans les communes limitrophes de la forêt (par exemple, le menhir de la Pierre Folle à Plessé).

#### Découverte et étude de l'alignement
Son existence est signalée aux autorités archéologiques en février 1976, lors d'une opération d'inventaire lancée par la DRAC. L'historien local Jack Hurtaud, de Blain, est informé de l'existence de quelques blocs de pierre dans la forêt par une personne habitant la commune et les inscrit donc dans son inventaire. Mais ces blocs ne sont pas reconnus comme « anthropiques » par le directeur des Antiquités préhistoriques après sa visite sur site. Une note est cependant publiée en 1978 à partir de documents réunis par Jack Hurtaud.
Ce n'est qu'une trentaine d'années plus tard, en avril 2006, qu'une nouvelle visite a lieu (Serge Cassen, CNRS/LARA, université de Nantes) et qu'est découverte la véritable dimension de la file de pierres, qui s'étend de part et d'autre des blocs repérés en 1976. Une opération de reconnaissance, de nettoyage et de relevés a lieu en 2007.
En 2009 est lancée une opération de prospection thématique, associant des archéologues et des membres de l'association du Musée Benoît au sein d'un « pôle archéologique », dans le but de mieux connaître le patrimoine archéologique du secteur (cantons de Blain, Guémené-Penfao, Saint-Nicolas-de-Redon et commune de Séverac), notamment en ce qui concerne l'origine des pierres de l'alignement.
Cette opération aboutit au repérage de nouvelles pierres de l'alignement, ainsi que d'une « anomalie topographique » de 15 mètres de large parallèle à une des files. L'alignement apparaît comme constitué par une première file de 400 mètres de longueur (à l'ouest), puis par deux files parallèles de 500 mètres, que recoupent trois files perpendiculaires de neuf blocs. Les blocs, de dimensions moyennes, ont une masse unitaire de 600 kg au maximum.

#### Signification
Ce type de monument semble avoir eu un rôle astronomique ou votif. Certains alignements peuvent avoir une fonction d'observatoire astronomique en servant de visées à ciel ouvert permettant de déterminer les dates importantes de l'année solaire pour des sociétés d'agriculteurs-éleveurs (période des semailles ou de la transhumance des troupeaux),[Pas dans la source].

#### Autres découvertes
Vers 1990, on a découvert en lisière de forêt un autre site mégalithique formé par plusieurs menhirs, dont un de 17 tonnes.
La prospection thématique de 2009 aboutit dans la forêt à la redécouverte près de Curin d'un ensemble d'une cinquantaine de blocs de quartz disposés en deux files de part et d'autre de l'allée du Pont de Curun. Un autre groupe de blocs de quartz (dont plusieurs de plus d'un mètre cube) a été découvert à la lisière ouest au nord de l'allée des Malnoës.
Non loin de la forêt, deux édifices mégalithiques ont été repérés près du village du Haut-Luc (Le Gâvre). Enfin, un certain nombre de haches néolithiques exhumées lors de travaux agricoles ont été trouvées chez des particuliers
La découverte de haches de pierre et de bronze[Où ?] montre que des objets réalisés en cuivre natif travaillé à froid ou à faible température sont attestés.

### Antiquité

#### Période gauloise
Le massif forestier constitue peut-être une zone frontière entre les Namnètes et les Riedones[réf. nécessaire]. Chez les Namnètes, il semble que Blain ait été une localité notable (Bizeul l'identifie à tort Condevincum, leur chef-lieu), mais son nom gaulois n'est pas connu.
Un centre de transformation du minerai de fer est établi dans la forêt.
Cette époque gauloise subsiste peut-être dans la toponymie de la forêt : dans le nom de l'allée de la Chesnaie des Drus, le mot « Drus » viendrait du gaulois dru wid (« très savant »), qui est l'origine du mot « druide » (en latin, druidae ou druides, toujours au pluriel). Noter que le mot dru (« très ») est issu d'une racine indo-européenne signifiant « chêne »[réf. souhaitée].

#### Période gallo-romaine
De l'époque romaine, subsistent les vestiges de thermes situés à la limite sud de l'actuelle forêt, à Curin (commune de Blain), le long de la D 164, qui à l'époque était une voie romaine reliant Blain à Redon et à Vannes.
Il existait une autre voie importante reliant Blain à Rennes, dont le trajet suivait d'abord l'actuelle route de Blain au Gâvre, puis la route de la croix des Quatre Contrées à l'est de la forêt, puis un chemin rural assez large arrivant au  Don à Pont-Veix (Pons Vetus en latin, « Pont Vieux »).

### Moyen Âge
Au XIe siècle, est créée la paroisse de Vay, à la suite de la fondation d'un prieuré par l'abbaye de Saint-Gildas-des-Bois, filiale de l'abbaye Saint-Germain d'Auxerre[réf. souhaitée].
Au XIIe siècle, l'abbaye de Blanche Couronne (située à La Chapelle-Launay, près de Savenay) crée au cœur de la forêt une léproserie (établissement aussi appelé « lazaret » ou « madeleine »), le prieuré de la Magdelaine, à l'origine du village actuel de la Magdelaine, situé à l'ouest de La Maillardais à environ 3 km du bourg, et de sa chapelle encore existante[réf. souhaitée].
Entre le XIe siècle et le XIIe siècle, la châtellenie de Blain s'émancipe progressivement de l'autorité comtale mais la forêt du Gâvre « qui permettait de surveiller la principale voie de communication entre Rennes et Nantes » reste sous le contrôle des comtes de Nantes et ducs de Bretagne.

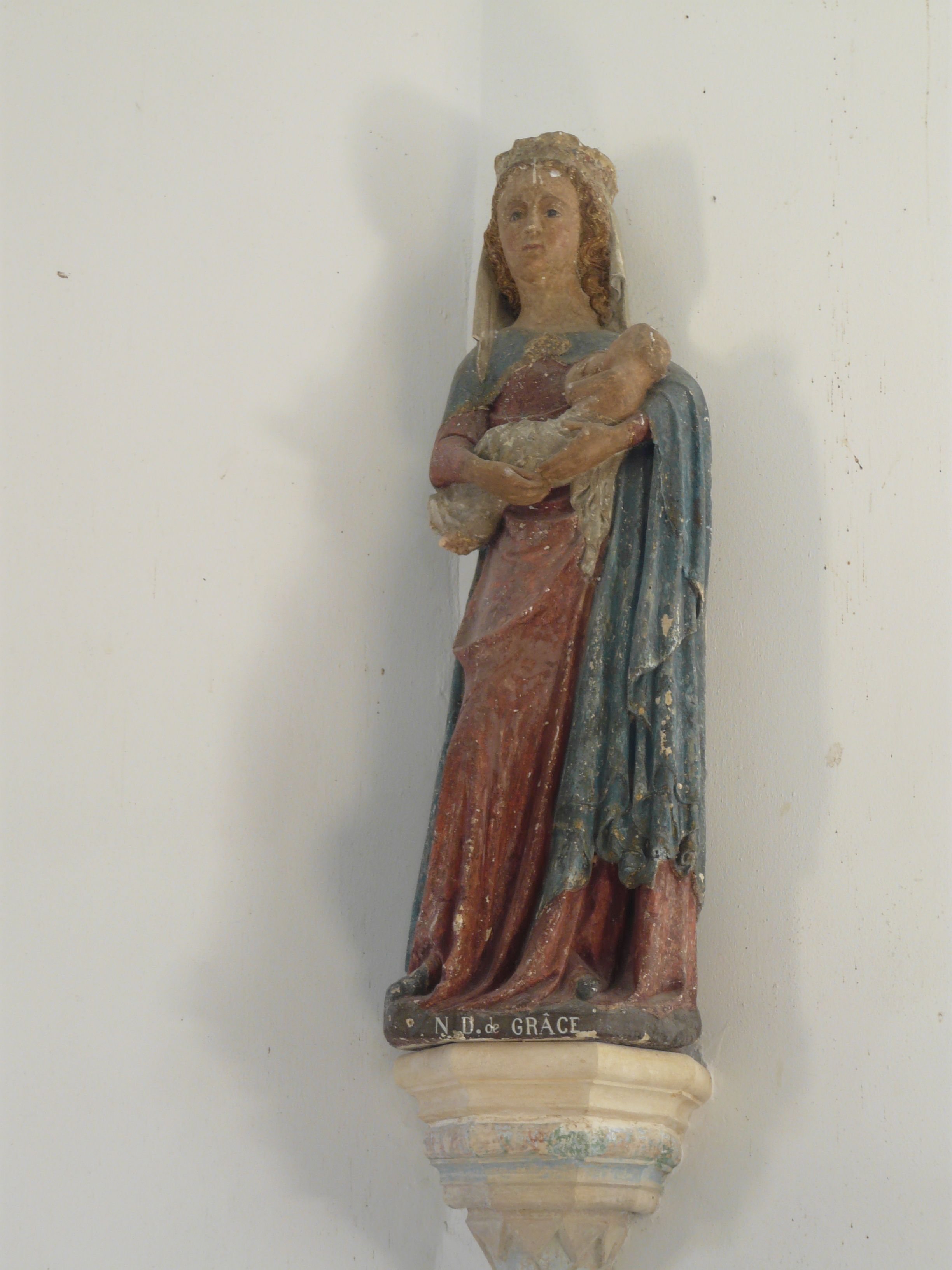
Vierge de la chapelle de la Magdelaine.

Au XIIIe siècle, en 1225, le duc de Bretagne Pierre 1er introduit un changement majeur en fondant la ville franche du Gâvre (qui deviendra la commune du Gâvre en 1790), et en délimitant une forêt ducale dans laquelle les habitants de la ville franche, vassaux du duc, doivent bénéficier de privilèges notables. La charte ducale de 1225 n'a pas été conservée, mais son contenu est connu par une copie du XVe siècle[réf. souhaitée].
Le bourg du Gâvre est établi sur l'ancienne voie de Blain à Rennes. L'église, bâtie un peu à l'est de cette voie, est d'abord placée dans le ressort de la paroisse de Plessé. Un château est construit à l'endroit où le Perche franchit la voie au sud du bourg.

### Fin du Moyen Âge

#### Gilles de Rais et la forêt du Gâvre
Gilles de Rais, ou Gilles de Retz, (1405-1440), baron du pays de Retz, seigneur de Machecoul et autres lieux, s'illustre pendant la guerre de Cent Ans, notamment aux côtés de Jeanne d'Arc (1412-1431). Il est fait maréchal de France le 17 juillet 1429, jour du sacre de Charles VII à Reims.
Mais dans les années 1430, revenu chez lui, il se livre à des pratiques criminelles de grande ampleur, associées à de la magie et à de la sorcellerie, qui amènent son arrestation, sa condamnation à mort et son exécution à Nantes le 26 octobre 1440.

#### Le sabbat de 1480
Dans une « nouvelle bretonne », publiée en 1861 dans la revue La France littéraire dans le cadre du « Huitième concours de la France littéraire » et intitulée « Le grand sabbat du Gavre », l'historien et homme de lettres Gillot de Kerhardène fait le récit (qu'il situe en 1480, sous le règne du duc François II) de la rencontre d'un sabbat par le maréchal de Bretagne Jean IV de Rieux (1447-1518), égaré un soir avec sa suite dans la forêt du Gâvre en revenant de Nantes à Rieux :
« Une foule de loups et de louves se pressaient autour d'un grand bouc noir... et des singes les servaient en sautillant. Alors ils [le maréchal de Rieux et ses suivants] se rappelèrent que la terre du Gavre avait appartenu à Gilles de Reiz et passait pour être le centre de la sorcellerie en Bretagne. ... Le bouc noir ayant adressé un discours satanique à ses adorateurs, ... un des loups donna le mot d'ordre à mi-voix et un splendide banquet fut servi par les singes sur une pierre druidique en forme de table. ... Les adeptes s'étaient dépouillés des peaux de bêtes qui déguisaient les deux sexes et l'on pouvait voir de belles dames et de beaux chevaliers. » Le sabbat prend fin après la tombée de la nuit.
Le lendemain le maréchal de Rieux rentre chez lui et à la suite de ses révélations « l'évêque [de Nantes] ordonna à l'abbé des Carmes d'aller visiter le lieu maudit des Quatre-Voies, dans la forêt du Gavre, ... et d'exorciser le pays alentour. ... Les scènes de sabbat cessèrent dès lors près du château du Gavre ; mais la tradition raconte qu'elle continuèrent dans la forêt de Quintin ».

### Époque moderne
En 1491, la duchesse Anne de Bretagne (1477-1514), fille de François II, épouse (en 1490, par procuration) de Maximilien d'Autriche, fils de l'empereur, est vaincue à Nantes, puis à Rennes et contrainte d'épouser le roi de France Charles VIII. Après la mort de celui-ci en 1498, elle épouse son successeur Louis XII. Leur fille, Claude (1499-1524), duchesse de Bretagne en 1514, épouse François d'Angoulême, qui devient François Ier en 1515. En 1532, huit ans après la mort de son épouse, le roi proclame l'union du duché de Bretagne à la couronne de France. Toutes les propriétés et droits des ducs de Bretagne passent au roi de France, notamment la ville franche du Gâvre et sa forêt.
On a beaucoup plus de documents pour cette période, notamment ceux qui concernent les démêlés des habitants avec l'administration royale, qui cherche à limiter leurs privilèges. Comme toutes les communautés rurales, Le Gâvre a un syndic, chargé de traiter avec le seigneur du village. Mais le seigneur est ici le roi : le syndic du Gâvre est donc souvent en relation avec les bureaux de Paris, puis de Versailles.
Au XVIIIe siècle, Le Gâvre devient une paroisse indépendante de Plessé.
La forêt conserve son titre de forêt royale jusqu’à la Révolution, où elle prend son titre actuel.

### Période de la Révolution et de l'Empire

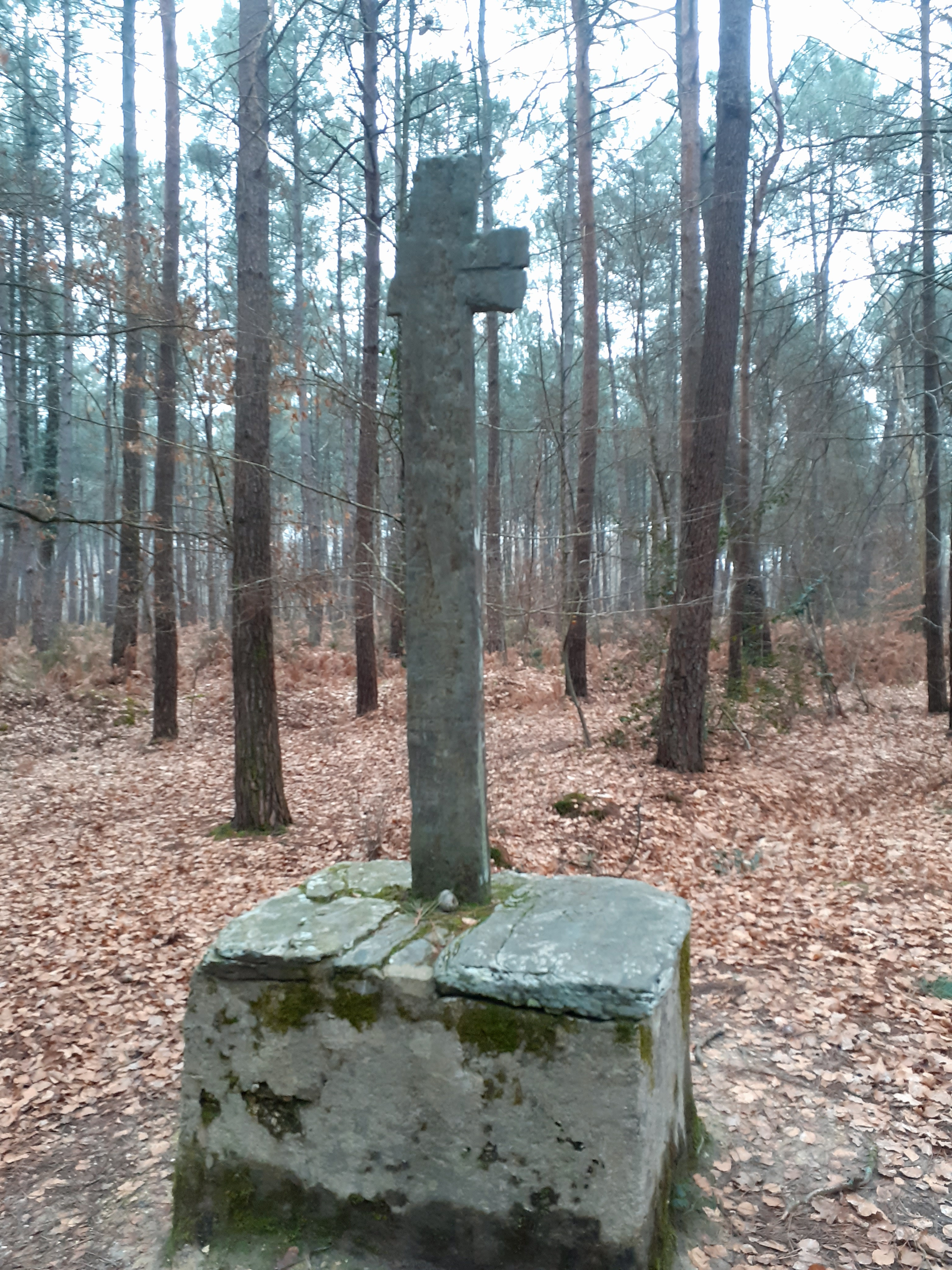
Croix du Chêne de la Messe, près de l'allée de la Grée, dans la partie sud de la forêt.

En août 1789, l'Assemblée nationale constituante abolit tous les privilèges et juridictions seigneuriales. En 1790, elle institue les communes.
Le vote de la constitution civile du clergé en 1790, avec l'obligation pour les prêtres (devenant fonctionnaires) de prêter serment de fidélité à la nation, pousse nombre d'entre eux à refuser ce serment. La répression qui s'ensuit, en particulier après l'avènement de la république en amène à se réfugier dans la forêt, fait qui a laissé des traces, notamment la croix du Chêne de la Messe (ou croix des Chouans), près de l'allée de la Grée, qui indique un endroit où avaient lieu des messes clandestines.
Le 1er octobre 1791, entre en vigueur la première constitution française. Elle fait de Louis XVI (désormais roi des Français) une sorte de fonctionnaire de l'État. C'est alors que la forêt royale entre formellement dans le domaine de l'État, devenant une forêt domaniale.
Quelques mois plus tard, le 10 août 1792, Louis XVI est renversé et la république est établie par la Convention le 20 septembre suivant. Une période de crise grave commence, marquée notamment par le soulèvement vendéen à partir de mars 1793.
En décembre, l'armée vendéenne qui a passé la Loire après son échec à prendre Nantes (juin 1793), poursuivie par Westermann, tente de se diriger vers Vannes. Les troupes républicaines établissent un barrage au niveau de la forêt du Gâvre : celles de Kléber sont au sud sur la lande de la Grée, tandis que celles de Marceau bloquent le nord à Guémené-Penfao. L'armée vendéenne est contrainte de se diriger vers le sud-ouest, en direction de Savenay, où elle subit une défaite qui met fin à sa virée de Galerne.
La forêt est alors encore sauvage et difficile d'accès. C'est vers 1810, sous l'Empire, qu'elle est aménagée par le percement d’allées rectilignes qui constituent encore aujourd'hui le réseau des voies de communications qui la traversent.

### XXesiècle

#### La ligne de chemin de fer Saint-Malo-Hendaye (1910-1952)
Au XXe siècle, les aménagements se poursuivent avec le passage d’une ligne de chemin de fer (ligne Saint-Malo- Hendaye). La ligne, ouverte en 1910 relie notamment Nantes à Rennes par Blain, Plessé (Le Coudray) et Guémené-Penfao. Une gare est établie en forêt du Gâvre, la gare de la Maillardais. Le trafic voyageurs prend fin en 1939 et le trafic marchandises en 1952.
La voie et la gare ont été démantelées, mais le tracé de la ligne et ses infrastructures (viaducs, levées) sont utilisables pour un parcours de promenade.

#### Première Guerre mondiale

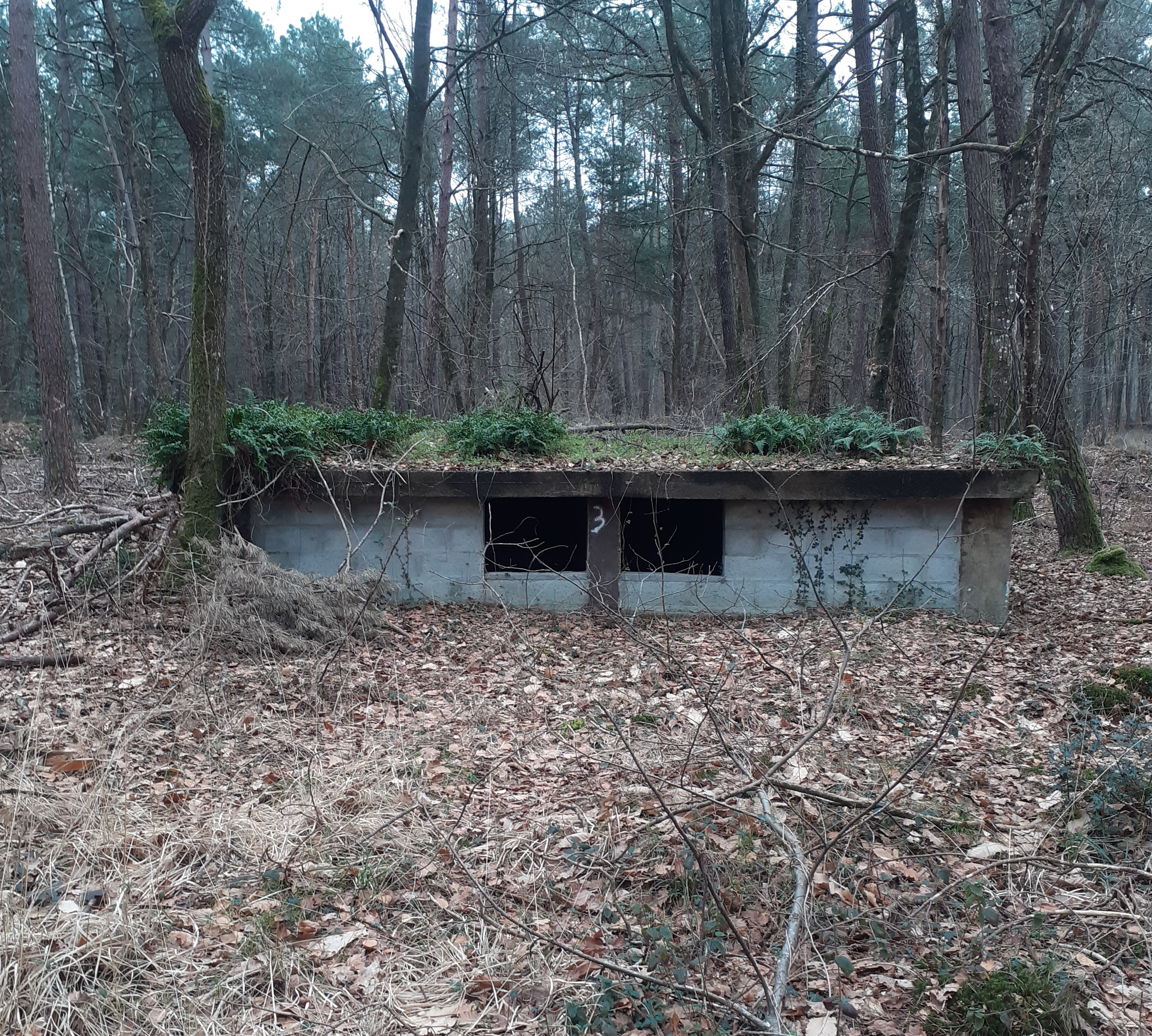
Blockhaus de la Géline.

Durant la Première Guerre mondiale, un camp de prisonniers fonctionne au rond-point de Néricou.
Il y a aussi un camp pour soldats en convalescence au rond-point de la Belle-Étoile
.

#### Seconde Guerre mondiale
Au début de la Seconde Guerre mondiale, des stocks militaire sont abandonnés par l'armée britannique dans la forêt du Gâvre lors du désastre de 1940. Une expédition est organisée par le sous-préfet Lecornu et la mairie du Gâvre.[pas clair]
Sous l'occupation allemande, un groupe de l'organisation Todt installe dans partie sud de la forêt (allée de la Géline) une vingtaine de blockhaus de dix mètres de long sur vingt mètres de large, espacés de façon régulière, ainsi que des tours de surveillance. Deux tiers du secteur sont classés « Zone interdite ». En juillet 1944, un bombardement allié a lieu dans ce secteur (allée de la Chaussée).
Ces blockhaus existent toujours aujourd'hui. Ce site est devenu l'un des plus importants lieux d'hibernation des chauves-souris du département, accueillant près d’une dizaine d’espèces de chiroptères, , représentant plusieurs centaines d’individus,.

#### Fin duXXesiècle
Durant la seconde moitié du XXe siècle, les chemins vicinaux sont progressivement asphaltées afin de désenclaver les petits villages et mieux les relier au reste de la commune. C'est notamment le cas du chemin longeant le Perche, devenu la rue de l'Étang (puis la rue des Prés de l'Étang), jusqu'à la Maillardais.

## Faune et flore

### Faune
La forêt du Gâvre est un refuge pour de nombreuses espèces.

#### Reptiles et amphibiens
La grenouille rousse, la grenouille verte, la salamandre terrestre, le triton palmé ou le triton alpestre, la salamandre tachetée, la vipère péliade, la vipère aspic, la coronelle lisse sont des animaux fragiles et exigeants quant à la qualité de leur milieu de vie,.

#### Oiseaux
On y trouve des oiseaux typiquement forestiers comme le pic noir et le pic mar, la chouette hulotte, ou l'énigmatique[pas clair] engoulevent d'Europe. Entre avril et août, la forêt résonne du chant des coucous, migrateurs eux aussi[pas clair].
Elle offre en outre un asile à des rapaces comme l'autour des palombes, chasseurs d'oiseaux et de petits mammifères, ou le busard Saint-Martin, qui affectionne les landes et les milieux ouverts.
On peut aussi citer la bécasse des bois, la fauvette pitchou, la locustelle tachetée, l’alouette lulu ou le pouillot de Bonelli.

#### Mammifères
Quelque 180 chiroptères,, trouvent refuge dans les blockhaus de l'organisation Todt. Le domaine forestier abrite près de trois quarts des espèces de chauves-souris[pas clair] dont le grand rhinolophe, le grand murin, le murin à oreilles échancrées, le murin de Bechstein et la barbastelle. La forêt abrite aussi la musaraigne musette.
On y trouve aussi de plus grands animaux, des sangliers, des chevreuils et des cerfs (environ une centaine) qui se font entendre la nuit durant le brame, entre la mi-septembre et le début du mois d'octobre.

#### Insectes
Dans la forêt du Gâvre vit l’azuré des mouillères (Phengaris alcon), une espèce rare et protégée.
Les plus anciennes observations de lépidoptères connues sont celles de Jules Revelière qui y a chassé le Lycaena argus (Plebejus idas Linnaeus) en 1761 et d'Alfred Heurtaux (1832-1909), membre correspondant de l’Académie de médecine, qui témoigne de la présence en forêt du Gâvre d'une espèce de Satyrinae, aujourd'hui éteinte en Loire-Atlantique.
Depuis, nombreux sont les chasseurs de papillons qui y ont prélevé en abondance[réf. nécessaire] les Hesperiidae, les Papilionidae, les Pieridae, les Lycaenidae et le Petit Sylvain,.
Le mythique[réf. nécessaire] Carabus (Archicarabus), le Carabe doré (auratus), le Clyte arqué, le Sympétrum rouge-sang sont aussi présents dans la forêt,.
Un rucher communal a été mis en place[Où ?]. Dix bénévoles participent régulièrement à la récolte du miel et des abeilles,,.

### Flore

#### Arbres
Les principales essences en forêt du Gâvre sont le chêne sessile (Quercus petraea), le hêtre commun (Fagus sylvatica), le pin maritime (Pinus pinaster) et le pin sylvestre (Pinus sylvestris).
Corentin Levesque, responsable pour la Loire-Atlantique de l'Office national des forêts, pointe du doigt la sécheresse qui prévaut depuis quelques années. Certaines essences sont particulièrement touchées par les fortes chaleurs, phénomène qui s'amplifie d'années en années en raison du réchauffement climatique.

#### Champignons
Plus de 460 espèces et variétés de champignons apparaissent au cours de l’automne. Une cinquantaine d’entre elles sont comestibles, dont les plus connues sont les cèpes, les chanterelles, les girolles, les laccaires améthystes et les cortinaires violets. et la grifola frondosa 
Plus de 300 sont sans intérêt, plus de 60 toxiques et 7 mortelles, notamment l'amanite phalloïde .
La forêt du Gâvre est dans le département un haut lieu de la récolte de champignons pendant la saison mycologique, qui s’étend de l’été à la fin de l’automne. Les observateurs de l'ONF ont enregistré des pointes de fréquentation allant jusqu'à 4 000 personnes par jour,.
L'ONF rappelle les consignes importantes à respecter en matière de cueillette de champignons :
- Les parcelles de jeunes semis ou en régénération sont interdites à la cueillette, vous écraseriez les jeunes pousses, l’avenir de la forêt.
- Respectez les plans de circulation des massifs forestiers et ne vous garez pas devant les barrières.
- Pour permettre l’identification du champignon, ramassez-le en entier, avec son pied. En cas de doute, rendez-vous chez un pharmacien mycologue.
- Ne mélangez jamais des espèces connues avec d’autres inconnues ou douteuses.
- N’utilisez pas de sac plastique pour les transporter mais un petit panier largement ouvert. Laissez les lieux propres après votre passage.
- Garez-vous sur les espaces appropriés. Ne bloquez ni les voies dédiées à l’intervention des secours ni les voies consacrées au travail des forestiers.
- Optez pour une tenue voyante et ne pénétrez pas dans les zones d’exploitation forestière ni dans les zones de chasse.

## Exploitation forestière

### L'Office national des forêts en forêt du Gâvre
Comme toutes les forêts domaniales, la forêt du Gâvre est gérée par l'Office national des forêts (ONF), organisme d'État, mais dont les ressources viennent pour une part importante de la vente du bois.
Quelques points :
- nombre d'agents de l'ONF en forêt du Gâvre
- équipements
- maisons forestières : 
  - de l'Épine des Haies au nord (RD 42) ;
  - de Néricou à l'est (RD 2) ;
  - de la Gracinais au sud-est (RD 15) ;
  - de Carheil au sud (RD 164 et allée de Carheil) ;
  - de la Fontaine au Veau à l'ouest (RD 2).

### La filière bois
Les hêtres ont longtemps été le bois préféré des sabotiers qui, encore au début du XXe siècle, exportaient une partie de leur production vers les États-Unis.
Les conifères sont exploités à l’âge de 100 ans.
Parmi les feuillus, les chênes sessiles dominent. Leur bois est utilisé pour la charpente, la menuiserie, mais aussi pour la fabrication de tonneaux et la construction navale (par exemple La Recouvrance).
La forêt produit de nos jours de 18 000 à 24 000 m3 de bois par an, ce qui correspond à l’accroissement naturel. La régénération se fait par plantation ou semis (régénération naturelle).

### Situation de l'ONF et devenir de la forêt
L’association des Amis de la forêt du Gâvre et certains élus sont inquiets du devenir de la forêt, compte tenu des contraintes pesant sur l’ONF, dont l’endettement est croissant.
Beaucoup estiment que sa principale préoccupation est le rendement économique, au détriment des fonctions environnementales et sociales de la forêt,. Une des lieux communs du mouvement écologiste est que l'ONF favorise les conifères au détriment des feuillus, notamment des chênes, dont la croissance est beaucoup plus lente.

## Autres activités en forêt
La forêt du Gâvre est aussi une grande zone de loisirs.

### Chasse
- l'activité chasse est soumise à un calendrier détaillé[71][réf. à confirmer]
- activité traditionnelle de la chasse à courre[72]
- aujourd'hui perturbée par l'intervention de militants anti-chasse, par exemple en 2021[73].

### Marche à pied
Il existe dans la forêt un parcours qui fait partie du GR de Pays des Trois Rivières (Vilaine, Don, Isac). Ce GR (une boucle de 137 km partant de Redon) traverse la forêt du nord au sud à partir de la croix des Quatre Contrées en suivant un parcours qui change souvent de direction sur différents chemins, passant par le carrefour du Pilier, puis par le rond-point de la Belle Étoile, et poursuivant jusqu'à l'étang, puis au bourg du Gâvre. Le GR repart ensuite vers Blain.

### Cartographie
- Carte IGN au 1/25 000 SB (série bleue) Guémené-Penfao Nozay (partie nord)
- Carte IGN au 1/25 000 SB (série bleue) Blain (partie sud)
- Cadastre ancien (1835), sur le site des Archives départementales, Cadastre (Le Gâvre, Plan du cadastre ancien)
- Cadastre rénové (1954), sur le site des Archives départementales, Cadastre (Le Gâvre, Plan du cadastre rénové)
- Carte du GR de pays des Trois Rivières